# Leopold Frederik van Anhalt

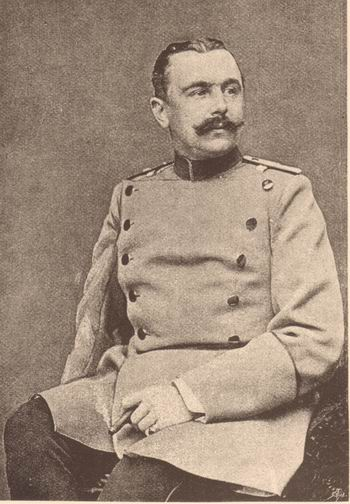
Leopold van Anhalt

Leopold Frederik van Anhalt-Dessau (Dessau, 18 juli 1855 - Cannes, 2 februari 1886) was een prins van Anhalt-Dessau.
Hij was de oudste zoon van Frederik I van Anhalt en Antoinette van Saksen-Altenburg.
Zelf trad hij op 26 mei 1884 in het huwelijk met Elisabeth Charlotte van Hessen-Kassel. Met haar kreeg hij een dochter:
- Antoinette (1885-1963)

Een klein jaar na haar geboorte stierf hij. 